# Вокзальная улица (Пушкин)
Вокза́льная у́лица — улица в городе Пушкине (Пушкинский район Санкт-Петербурга). Проходит от Витебской железнодорожной линии до Садовой улицы в Гуммолосарах.
Дорога той же конфигурации, какую сейчас имеет Вокзальная улица, была зафиксирована на карте 1860 года. Она начиналась в Павловске от перекрестка Садовой улицы и Павловского шоссе и на тот момент включала 80-метровый участок нынешней Слуцкой улицы.
На карте начала XX века дорога именуется Комиссаровской. Этот топоним связан с деревней Комиссаровкой (ныне Новосёлки), куда она вела.
Нынешнее название — Вокзальная улица — было присвоено в советское время и связано с тем, что улица ориентирована на вокзал станции Павловск.